# George Gaynes
George Jongejans, dit George Gaynes, est un acteur finno-américain, né le 16 mai 1917 à Helsingfors (Russie - actuelle Finlande) et mort le 15 février 2016 à North Bend (États-Unis). Il est le fils unique de Iya Grigorievna de Guay, plus connue sous le nom de « Lady Iya Abdy », modèle, comédienne et mécène (d'André Derain, Balthus et Antonin Artaud notamment) et héritier par elle d'une dynastie de comédiens russes (commençant à son grand-père le dramaturge et comédien Grigori Guay).

## Biographie
Après avoir étudié l'opéra à Milan, il interprète des comédies musicales à Broadway. Il fit de discrètes apparitions au cinéma et à la télévision avant de se faire remarquer tardivement dans la série Punky Brewster (1984-1988) et dans le rôle du délirant commandant Eric Lassard dans les sept films de la saga Police Academy de 1984 à 1994.
En 1994, il est l'orgueilleux professeur Sérébriakov dans Vanya, 42e rue, le dernier film de Louis Malle, filage du classique Oncle Vania d'Anton Tchekhov mis en scène par Andre Gregory.

### Vie privée
De 1953 jusqu'à sa mort en 2016, il est marié à l'actrice, chanteuse et danseuse Allyn Ann McLerie (1926-2018), avec qui il a deux enfants.

## Filmographie

### Cinéma
- 1963 : Patrouilleur 109 (PT 109) de Leslie H. Martinson : le commandant de la flottille
- 1964 : Les Félins
- 1966 : Le Groupe (The Group) : Brook Latham
- 1969 : Les Naufragés de l'espace (Marooned) : le directeur de la mission
- 1971 : Femmes de médecins (Doctors' Wives) de George Schaefer : Paul McGill
- 1973 : La Malédiction du loup-garou (The Boy Who Cried Werewolf) : Dr Marderosian
- 1973 : L'Exécuteur noir (Slaughter's Big Rip-Off) : Warren
- 1973 : Nos plus belles années (The Way We Were) : capitaine El Morocco
- 1976 : Deux Farfelus à New York (Harry and Walter Go to New York) : Prince
- 1976 : Nickelodeon : Reginald Kingsley
- 1980 : Au-delà du réel (Altered States) : Dr Wissenschaft
- 1982 : Les Cadavres ne portent pas de costard (Dead Men Don't Wear Plaid) : Dr John Hay Forrest
- 1982 : Tootsie : John Van Horn
- 1983 : To Be or Not to Be : Ravitch
- 1984 : Police Academy : commandant Eric Lassard
- 1984 : Micki + Maude : Dr Eugene Glztszki
- 1985 : Police Academy 2 : Au boulot ! (Police Academy 2 : Their First Assignment) : commandant Eric Lassard
- 1986 : Police Academy 3 : Instructeurs de choc (Police Academy 3 : Back in Training) : commandant Eric Lassard
- 1987 : Un tassinaro a New York : l'amiral
- 1987 : Ternosecco : Don Salvatore
- 1987 : Police Academy 4 : Aux armes citoyens (Police Academy 4 : Citizens on Patrol) : commandant Eric Lassard
- 1988 : Police Academy 5 : Débarquement à Miami Beach (Police Academy 5 : Assignment Miami Beach) : commandant Eric Lassard
- 1989 : Police Academy 6 : S.O.S. ville en état de choc (Police Academy 6 : City Under Siege) : commandant Eric Lassard
- 1993 : Stepmonster (en) : Norman
- 1994 : Les 4 Fantastiques (The Fantastic Four) : le professeur
- 1994 : Police Academy : Mission à Moscou (Police Academy 7 : Mission to Moscow) de Alan Metter : commandant Eric Lassard
- 1994 : Vanya, 42e rue (Vanya on 42nd Street) : Serybryakov
- 1996 : La Chasse aux sorcières (The Crucible) de Nicholas Hytner : juge Samuel Sewall
- 1997 : Des hommes d'influence (Wag the Dog) de Barry Levinson : sénateur Cole
- 2003 : Pour le meilleur et pour le rire (Just Married) : Père Robert

### Télévision
- 1955 : One Touch of Venus (téléfilm) : Whitelaw Savory
- 1956 : The West Point Story (en) (série) : Prince Victor
- 1962 : Les Accusés (The Defenders) (série) : John Ames
- 1962 : Hawaiian Eye (série) : Roger Korvin
- 1962 : Cheyenne (série) : Rod Delaplane
- 1962 : Suspicion (The Alfred Hitchcock Hour) (série) : M. Campbell
- 1963 : Empire (série) : Johnson
- 1963 : The Gallant Men (série) : Major Neumann
- 1963 : East Side/West Side (série) : M. Stowe
- 1965 : The Patty Duke Show (série) : Gaylord
- 1968 : Bonanza (série) : sénateur Purdy
- 1968 : Mannix (série) : professeur Brendan
- 1968 : Mission Impossible (série) : Dr Paul Van Bergner
- 1970 : Hawaï police d'État (Hawaii Five-O) (série) : Thurman Elliott
- 1971 : Papa Schultz (Stalag 13) (série) : un général
- 1971-1972 : C'est déjà demain (Search for Tomorrow) (série) : Sam Reynolds
- 1972 : Search (série) : Major Giles Matthews
- 1972-1973 : Columbo (série) : Everett / Un expert en vin français
- 1974 : L'Homme qui valait trois milliards (The Six Million Dollar Man) (série) : le général Wiley
- 1974 : Cannon (série) : Edward Foxworth
- 1974 : McMillan (série télévisée) (McMillan & Wife) (série) : Burton Rhoner
- 1975 : La Poupée de la terreur (Trilogy of Terror) (téléfilm) : Dr Chester Ramsey
- 1975 : Song of the Succubus (téléfilm) : C. J. Meredith
- 1975 : Un shérif à New York (McCloud) (série) : Floyd Spencer
- 1976 : Woman of the Year (téléfilm) : Harding
- 1976 : Les Têtes brûlées (Baa Baa Black Sheep) (série) : major général Claire Lee Chennault
- 1976 : Sur la piste des Cheyennes (The Quest) (série) : Gotham
- 1976 : Captains and the Kings (série) : Orestes Bradley
- 1976 : Delvecchio (série) : commissionaire Schaub
- 1976-1977 : Les Héritiers (Rich Man, Poor Man - Book II) (série) : Max Vincent
- 1977 : Intrigues à la Maison Blanche (Washington: Behind Closed Doors) (téléfilm) : Brewster Perry
- 1977 : Morte en cavale (The Girl in the Empty Grave) (téléfilm) : David Alden
- 1977 : Carter Country (série) : Murdock
- 1979 : Stockard Channing in Just Friends (série) : Rock La Rue
- 1979 : WKRP in Cincinnati (série) : Henri
- 1980 : Scrupules (Scruples) (téléfilm) : John Prince
- 1981 : Evita Peron (téléfilm) : le docteur d'Evita
- 1982 : Quincy (série) : Powell Dixon
- 1983 : Cheers (série) : Malcolm Kramer
- 1984 : Tonnerre de feu (Blue Thunder) (série) : Dr Willi Von Hartig
- 1984 : It Came Upon the Midnight Clear (téléfilm) : Arch angel
- 1984-1988 : Punky Brewster (série) : Henry Warnimont
- 1986 : Hôtel (série) : Gerald Milburn
- 1987 : Matlock (série) : juge Hollis D. Dunaway
- 1989-1991 : The Days and Nights of Molly Dodd (série) : Arthiur Feldman
- 1992 : Dinosaures (Dinosaurs) (série) : Elder in Chief
- 1992-1993 : Hearts Afire (série) : sénateur Strobe Smithers
- 1996 : La Vie à tout prix (Chicago Hope) (série) : Brook Austin
- 1999 : Sliders (série) : Quinn Mallory vieux

## Voix françaises
- Jean-Claude Michel dans :
  - Police Academy 2 : Au boulot !
  - Police Academy 3 : Instructeurs de choc
  - Police Academy 4 : Aux armes citoyens
  - Police Academy 5 : Débarquement à Miami Beach
  - Police Academy 6 : S.O.S. ville en état de choc
  - Police Academy 7 : Mission à Moscou

et aussi
- Gabriel Cattand dans Patrouilleur 109
- Philippe Mareuil dans Femmes de médecins
- Georges Atlas dans Columbo : Quand le vin est tiré (téléfilm)
- Claude Nicot dans Nickelodeon
- Michel Bardinet dans Tootsie
- Georges Aminel dans Police Academy 1
- André Valmy dans Punky Brewster (série télévisée)
- Claude D'Yd dans La Chasse aux sorcières